# Pseudofolliculitis barbae

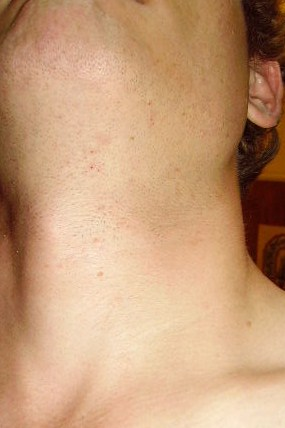
Een lichte vorm van pseudofolliculitis barbae

Pseudofolliculitis barbae, oftewel PFB (beter bekend als scheerirritatie, folliculitis barbae traumatica, scheerbultjes, scheerpuistjes en ingegroeide haartjes) is de medische term voor hardnekkige irritatie veroorzaakt door scheren/ontharen.

## Oorzaken
PFB komt bij mannen het vaakst voor op het gezicht, in de hals en in de schaamstreek. Bij vrouwen komt PFB het vaakst voor onder de oksels, op de benen en op de bikinilijn. PFB kan echter op het gehele lichaam voorkomen, waar onthaard wordt. Daarnaast hebben mannen en vrouwen met dik, krullend haar en/of een gevoelige huid, vaker last van PFB. Wanneer korte haartjes in de huid groeien kunnen kleine rode bultjes op de huid verschijnen hetgeen scheerirritatie, jeuk, infectie en ingroeiende haartjes tot gevolg kan hebben. Met name scheren zorgt voor ingegroeide haartjes omdat deze vorm van ontharen het uiteinde van het haar scherper maakt, maar iedere vorm van ontharing kan dit effect hebben.
Na het scheren, begint een haartjes terug te groeien. Met name krullend haar, maar ook haar met een scherp uiteinde heeft de neiging in een naburig haarzakje te prikken of niet recht uit het eigen haarzakje te groeien, hetgeen ingegroeide haartjes en scheerbultjes veroorzaakt en welke kunnen leiden tot ontstekingen.
PFB kan de huid rood laten lijken en er kunnen zelfs "puistjes" ontstaan, de zogenaamde scheerpuistjes of scheerbultjes. Deze scheerpuistjes en scheerbultjes kunnen met name ontstaan op een al geïnfecteerde huid.
PFB is met name problematisch voor mensen van Afrikaanse, mediterrane en oosterse afkomst, bij mensen met van nature dik en gekruld haar en bij mensen met een gevoelige huid. Wanneer PFB niet wordt behandeld of voorkomen, kan het leiden tot littekenvorming.
Pseudofolliculitis barbae kan in twee groepen ingegroeide haren worden verdeeld: transfolliculair en extrafolliculair. Extrafolliculair haar is haar dat uit het haarzakje is gegroeid, maar terug in de huid is gegroeid. Transfolliculair haar groeit niet uit het haarzakje, maar groeit direct onder de huid, hetgeen bultjes, puistjes en andere vormen van irritatie en ontstekingen kan veroorzaken.

## Voorkomen en verhelpen van PFB

### Voorkomen
Aangeraden wordt alcoholvrije, geurstofvrije en olievrije producten te gebruiken om verdere irritatie van de huid te voorkomen. Alcohol kan namelijk de huid uitdrogen, geurstoffen staan er om bekend de huid te irriteren en olie kan de poriën verstoppen, waardoor het haartje niet uit het haarzakje kan groeien.
Te overwegen is, de gevoelige plek niet te scheren.
Sommige mensen gebruiken een scheerpoeder (chemisch ontharingsmiddel) om irritatie te voorkomen. Anderen gebruiken scheermesjes met slechts één blad om het te kort scheren van de haren te voorkomen. Er zijn ook vrij verkrijgbare producten op de markt om PFB te voorkomen en verminderen. Het regelmatig scrubben van de huid kan PFB minimaliseren.
Om de dag scheren, of nog minder vaak, zal PFB verminderen. Wanneer men met een scheermes scheert, wordt aanbevolen de haartjes eerst nat te maken met een warm, nat washandje, of onder de douche.
Ook elektronisch ontharen of laser ontharen minimaliseert PFB.
Elektronisch ontharen of laseren kan overwogen worden wanneer alle andere opties niet werken. Deze behandelingen zijn echter duur en dienen regelmatig herhaald te worden. Ook bestaat er kans op verkleuring van de huid en is er een zeer kleine kans op littekenvorming.

### Verhelpen
Bestaande scheerbultjes/scheerpuistjes kunnen worden verholpen door de ingegroeide haartjes te verwijderen met een pincet. Dit wordt echter niet aangeraden, omdat het nieuwe haartje ook weer kan ingroeien in de bestaande ontsteking. In ernstige gevallen kunnen ingegroeide haren worden verwijderd door een dermatoloog.

## Aanverwante aandoeningen
Scheerirritatie is een minder ernstige aandoening als gevolg van ontharen. Scheerirritatie is het rood worden en jeuken van de huid als gevolg van scheren/ontharen. Scheerirritatie zal geen ontstekingen tot gevolg hebben. Bovendien is scheerirritatie gemakkelijk te behandelen met vrij verkrijgbare producten tegen scheerirritatie en ingegroeide haartjes.
Er bestaat ook een aandoening genaamd folliculitis barbae. Het verschil is de oorzaak van de ontsteking. Folliculitis barbae wordt veroorzaakt door een virusinfectie of een bacteriële infectie. Pseudofolliculitis barbae wordt veroorzaakt door scheren (ontharen) en ingegroeide haartjes.
Een andere gerelateerde aandoening is pseudofolliculitis nuchae, hetgeen ontstaat in de nek, vaak langs de haarlijn. Wanneer krullend haar kort geknipt wordt in de nek, groeien deze soms terug in de huid hetgeen harde, donkere bultjes veroorzaakt in de nek.